# Stennäset
Stennäset – miejscowość (tätort) w Szwecji, w regionie administracyjnym (län) Dalarna, w gminie Falun.
Według danych Szwedzkiego Urzędu Statystycznego liczba ludności wyniosła: 653 (31 grudnia 2015), 708 (31 grudnia 2018) i 711 (31 grudnia 2019).